# Loma Bonita, Tepoztlán
Loma Bonita är en ort i Mexiko.   Den ligger i kommunen Tepoztlán och delstaten Morelos, i den sydöstra delen av landet, 60 km söder om huvudstaden Mexico City. Loma Bonita ligger 1 491 meter över havet och antalet invånare är 2 332.
Terrängen runt Loma Bonita är kuperad åt nordost, men åt sydväst är den platt. Terrängen runt Loma Bonita sluttar söderut. Runt Loma Bonita är det mycket tätbefolkat, med 3 134 invånare per kvadratkilometer. Närmaste större samhälle är Jiutepec, 5,6 km söder om Loma Bonita. Omgivningarna runt Loma Bonita är en mosaik av jordbruksmark och naturlig växtlighet.